# Gordelweg (lied)
Gordelweg is een lied van de Nederlandse rapper Kevin. Het werd in 2020 als single uitgebracht en stond in hetzelfde jaar als tiende track op het album Animal stories.

## Achtergrond
Gordelweg is geschreven door Kevin de Gier en Joey Moehamadsaleh en geproduceerd door Jordan Wayne. Het is een lied uit het genre nederhop. Het is de eerste single die de rapper uitbracht nadat hij had getekend bij muzieklabel Noah's Ark. Op de B-kant van de single is een instrumentale versie van het lied te horen. De single heeft in Nederland de platina status.

## Hitnoteringen
De rapper had verschillend succes met het lied in de Nederlandse hitlijsten. Het piekte op de eerste plaats van de Single Top 100 en stond één week op deze positie. In totaal was het lied vijftien weken in de lijst te vinden. De Top 40 werd niet bereikt; het lied bleef steken op de tweede plaats van de Tipparade.